# رباح شائع
رَبَاح شائع أو زريقاء شائعة (الاسم العلمي: Genetta genetta)، نوع من الثدييات يتبع فصيلة الزباديات. موطنه ضفاف نهر النيل الأزرق وشمال أفريقيا ومناطق السافانا والواقعة جنوب الصحراء الكبرى ويمتد إلى أفريقيا الجنوبية، وعلى طول الساحل الشمالي للجزيرة العربية (سلطنة عمان واليمن والسعودية)، تم أدخاله إلى جنوب غرب أوروبا وجزر البليار. طوله من 43 إلى 55 سم. ثوبه إلى الصهبة الرمادية. تنميره بيضي الشكل.

## الوصف
يتميز الرباح الشائع بجسم نحيف يشبه جسم القطط، ورأس صغير بخطم مدبب، وأذنين بيضاويتين كبيرتين، وعينين كبيرتين وشارب متطور يصل طوله إلى 7 سم (2.8 بوصة). وأرجله قصيرة، بأقدام تشبه أقدام القطط ومخالب شبه قابلة للسحب، وفراؤه كثيف وناعم، ومعطفه رمادي باهت، مع العديد من العلامات السوداء، ويتميز الظهر والجوانب بخمسة صفوف من البقع السوداء، ويمتد شريط أسود طويل على طول منتصف الظهر من الكتفين إلى الردف. وهناك أيضًا شريط أسود على الجبهة، وبقع داكنة أسفل العينين، والتي تتناقض مع الفراء الأبيض للذقن والحلق، والذيل مخطط، مع أي شيء من ثماني إلى ثلاث عشرة حلقة على طوله. ويبلغ طول جسمه من 43 إلى 55 سم (17 إلى 22 بوصة) ويبلغ طول ذيله من 33 إلى 52 سم (13 إلى 20 بوصة)، يبلغ متوسط وزن الذكور 2 كجم (4.4 رطل) ويكون حجمهم أكبر من الإناث بنحو 10% وله قمة منتصبة من الشعر تمتد من الكتف إلى قاعدة الذيل، وطرف ذيل أبيض وأقدام خلفية سوداء
تم تسجيل فرد أسود اللون في عام 2019 في جنوب البرتغال

## التسمية
في الجزائر يدعى ڨَرنِيط أو سبسب (ويعرف بإسم زيردة بالخطأ حيث أن الزيردة بالعامية هي النمس المصري وليست الزريقاء) و زيردة في تونس و زردي في المغرب أو آزردي بالامازيغية أو الرباح أو الزريقاء بالعربي.

## علم البيئة والسلوك
الرباح الشائع هو حيوان انفرادي، البالغ يكون ليلي وشفقي، مع أعلى مستويات نشاطه بعد غروب الشمس وقبل شروق الشمس مباشرة، قد يكونون نشيطين خلال النهار، يستريحون أثناء النهار في الأشجار المجوفة أو بين الغابات، وكثيراً ما يستخدمون نفس مواقع الراحة، ولديها نظام غذائي متنوع يشمل الثدييات الصغيرة والسحالي والطيور وبيض الطيور والبرمائيات والمئويات والديدان الألفية والعقارب والحشرات والفاكهة بما في ذلك التين والزيتون فأر الخشب هو الفريسة المفضلة، كما أنها تفترس السناجب الحمراء والزغبة  يحدد الرباح فرائسها بشكل أساسي عن طريق الرائحة، وتقتلها بعضة في الرقبة مثل القطط، يتم التقاط القوارض الصغيرة من الظهر وقتلها لدغة في الرأس، ثم تؤكل بدءًا من الرأس